# Kościół św. Józefa w Zakrzewie
Kościół świętego Józefa – rzymskokatolicki kościół parafialny należący do parafii pod tym samym wezwaniem (dekanat aleksandrowski diecezji włocławskiej).
Jest to świątynia wzniesiona w 1745 roku. Wybudowali ją karmelici bosi, a ufundowali ją Anna i Stanisław Sokołowski, kasztelan brzeskokujawski. Wnętrze zostało odnowione w latach 1927 –30. Natomiast, w latach 1966–77 wnętrze zostało odrestaurowane przez Józefa Flika. W 1981 roku świątynia została oszalowana i dach został pokryty blachą miedzianą.
Budowla jest drewniana, trzynawowa, posiada konstrukcję zrębową. Świątynia jest nieorientowana, reprezentuje styl barokowy. Posiada prezbiterium zamknięte trójbocznie z nie wyodrębnionymi z bryły dwoma bocznymi zakrystiami z lożami kolatorskimi, umieszczonymi na piętrze. Z boku nawy znajduje się kruchta. Od frontu jest umieszczona fasada dwuwieżowa ujmująca korpus z trójkątnym szczytem, poprzedza ją kruchta. Wieże są zwieńczone blaszanymi cebulastymi dachami hełmowymi z latarniami. Świątynię nakrywa dach jednokalenicowy, pokryty blachą miedzianą. Wnętrze dzielą na trzy części dwa rzędy słupów z arkadami. Prezbiterium i nawa główna nakryte są wspólnym sklepieniem kolebkowym. nawy boczne nakryte są stropem płaskim. Chór muzyczny jest podparty słupami. Podłoga została wykonana z drewna. Polichromia znajdująca się na sklepieniu przedstawia niebo z gwiazdami, na ścianach prezbiterium są przedstawione postacie Świętych. Uzupełniają ją girlandy i ornament. Ołtarz główny w stylu późnobarokowym, powstał w 1745 roku. Ołtarz boczny, umieszczony w prezbiterium, reprezentuje styl barokowy i powstał w 2 połowie XVII wieku. Dwa ołtarze, znajdujące się w nawach bocznych, powstały w stylu rokokowym w XVIII wieku. Ambona ozdobiona malowanymi postaciami Ewangelistów i figurą Świętego Michała Archanioła oraz dwa konfesjonały, pochodzą z XVIII wieku. Stacje Drogi Krzyżowej w stylu późnobarokowym, powstały w XVIII wieku. Kościół posiada również portrety trumienne fundatorów.